# 황후의 품격
《황후의 품격》은 SBS에서 2018년 11월 21일부터 2019년 2월 21일까지 방송된 SBS 드라마 스페셜이다.

## 역대 왕실
| 선임               | 현재              | 후임      |
| ------------------ | ----------------- | --------- |
| 이호(배우 :송재희) | 이혁(배우:신성록) | 황실 폐지 |

| 선임            | 현재                | 후임      |
| --------------- | ------------------- | --------- |
| 변현진/소현황후 | 오써니(배우:장나라) | 황실 폐지 |

## 배경
본 드라마의 배경은 경복궁으로 드라마에서는 (작중이름)이화궁에서 일어나는 대한 제국의 이야기가 주로 나온다.

## 줄거리
어느 날 갑자기 황제에게 시집간 명랑 발랄 뮤지컬 배우가 궁의 절대 권력과 맞서 싸우다가 태황태후 조씨 시해사건을 계기로 황실을 무너뜨리고 진정한 사랑과 행복을 찾는 이야기.
7회에 황후가 되어 52회 황실 폐지까지 오써니(장나라)가 황실과 맞서 싸운다.

### 작중 사건들
- 1회 : 이혁과 오써니 첫만남
- 7회 : 오써니 황후가 되다.
- 13회 : 이혁, 민유라를 죽이다.
- 14회 : 이혁, 오써니를 사랑하다.
- 15회 : 오써니, 황실의 비밀을 알아내기 시작하다.
- 16회 : 태황태후 사망
- 21화 : 나왕식, 경호대장이 되다
- 25회 : 이윤 황태제 등장, 여황제 즉위법 개정
- 28회 : 오써니, 아리공주를 훈육하다.
- 29회 : 오헬로, 이윤을 좋아하다.
- 30회 : 오써니의 어머니의 죽음이 밝혀지다/태후 오써니를 죽이려하다.
- 33회 : 태후 아리를 위험하게하다. 서강희와 태후의 갈등 시작/소현황후의 죽음의 진실이 밝혀지다.
- 34회 : 나왕식, 황후를 지키다./소현황후의 시체가 발견되다.
- 38회 : 태후의 몰락 시작
- 40회 : 이혁에게 태황태후 사망사건이 태후의 짓이라는 것을 밝힘/이혁 황제 직무정지, 이윤 황제가 되다.
- 42회 : 강주승과 천우빈에 대해 밝혀지다.
- 44회 : 이윤 쓰러지다.
- 46회 : 은황후 등장, 누군가에게 납치 되다.
- 47회 : 아리의 법적 대리인이 결정되다.
- 48회 : 태황태후의 유서와 죽음의 진실이 밝혀지다.
- 52회 : 이혁의 사망과 황실 폐지

## 등장인물

### 주요 인물
- 장나라 : 오써니(30세) 역 - 뮤지컬 배우 → 대한제국 황후, 이혁의 두번째 부인이자 정조의 조상 이혁과 결혼한다는 사실에 기뻐하였지만, 이혁의 본체를 알고 민유라와 내연관계라는 것을 알고 큰 충격을 안고 복수를 한다. 아리의 의붓엄마.
- 최진혁 : 나왕식/천우빈(31세) 역 - 황실 경호원 → 황실 경호대장
- 신성록 : 이혁(33세) 역(아역 : 남기원) - 대한제국 황제, 절대 권력자, 써니의 남편, 아리의 친아빠.
- 이엘리야 : 민유라(29세) 역 - 황제전 비서팀장, 왕식의 옛 연인, 이혁과 내연관계, 동식의 친엄마.
- 신은경 : 태후 강씨(강은란) 역 - 대한제국 태후, 이혁•이윤과 소진공주의 어머니.소현황후와 써니의 시어머니이자 아리 친할머니

### 이혁 즉위 전 대한제국 황실 (최종회 기준 작성)
- ??? : 이정황제 역 - 대한제국의 선대 황제, 황제의 형 선선대 황제와 태후조씨의 장남
- 신은경 : 황후 강씨(강은란 20대) : 대한제국 황후, 이혁과 이윤, 소진공주의 어머니
- 송재희 : 황제 역 - 이혁과 이윤, 소진공주의 아버지, 대한제국 황제
- 박원숙 : 태후 조씨(조태자, 50대) 역 - 대한제국 태후, 이혁의 할머니
- 남기원 : 황태자 (이혁, 10대 )역 대한제국 황태자 황제의 장남

### 이혁 즉위 후 대한제국 황실 (최종회 기준 작성)
- 오승윤 : 이윤(27세) 역 - 대한제국 황태제, 이혁의 동생, 필명 빈센트 리
- 윤소이 : 서강희(33세) 역 - 아리의 유모이자 친모, 소현황후 시절 황후전 비서팀장
- 오아린 : 송아리 → 이아리(7세) 역 - 소진공주의 양딸, 이혁과 서강희의 딸, 써니의 의붓딸
- 박원숙 : 故 태황태후 조씨(조태자, 70대) 역(†) - 대한제국 태황태후, 이혁의 할머니
- 이희진 : 소진공주(이소진, 35세) 역 - 대한제국 장공주, 이혁과 이윤의 누나, 황궁 복합 쇼핑몰 대표. 아리의 양엄마이자 고모
- 신고은 : 故소현황후(변현진, 사망 당시 26세) 역(†) - 이혁의 첫번째 부인

### 써니네
- 윤다훈 : 오금모(50대) 역 - 부원군, 써니치킨호프집 사장, 써니의 아버지
- 스테파니 리 : 오헬로(27세) 역 - 써니의 동생, 황궁 복합 쇼핑몰 실장
- 이지하 : 故 신은수 역 (†) - 써니의 어머니

### 그 외 인물
- 김명수 : 변백호 선생(60대) 역 - 전직 황실 경호대장, 소현황후의 아버지, 황실 안티 세력 '독수리'의 수장
- 윤주만 : 마필주(30대 중후반) 역 - 황제의 개인 해결사, 왕식의 체대 선배, 이혁의 오른팔
- 황영희 : 백도희(50대) 역 - 왕식의 어머니
- 오한결 : 나동식 → 강동식(7세) 역 - 유라와 주승의 친아들, 도희의 양아들
- 유건 : 강주승 역 - 전직 황후전 황실 경호원, 유라의 약혼남, 동식의 생부
- 하도권 : 추기정 대장 역 - 황실 경호대장, 이혁의 최측근
- 김민옥 : 홍소매 팀장 역 - 태황태후전 비서팀장
- 이수련 : 최윤미 팀장 역 - 태후전 비서팀장, 태후의 심복
- 김다원 : 다원 역 - 태후전 비서, 훗날 써니의 조력자
- 이부영 : 한 팀장 역 - 황제전 비서팀장
- 최자혜 : 하청단 역 - 태황태후전 황실 나인
- 김윤지 : 김현주 역 - 써니의 뮤지컬 극단 후배
- 김동규 : 경호원 1 역 - 경호대장의 오른팔
- 위지광 : 경호원 2 역
- 문민형 : 사장 역 - 빈센트 리의 소설을 출판하는 출판사 사장
- 김진근 : 대한제국 새 수상 역 - 전 수상의 후임
- 윤용현 : 표 부장 역 - 태후의 수족
- 동현배 : 형사 역 - 이윤 황태제 습격 사건을 수사하는 형사
- 이나경 : 영은 역 - 인현각 하급 나인
- 최준혁 : (남)배동 역 - 아리 공주의 배동
- 엄서현 : (여)배동 역 - 아리 공주의 배동
- 김혜원 : (여)배동의 어머니 역
- 최시훈 : 가드 역
- 강운 : 노영식 역 - 대한제국대학부속병원 의사
- 김도건

### 특별출연
- 태항호 : 나왕식 역 - 체중 감량 전 나왕식
- 박찬민 : 뉴스 앵커 역 - 백골사체 사건을 보도하는 앵커
- 윤종훈 : 테러범 역 - 황제 살해를 시도한 남자, 주승의 형
- 박규리 : 시민 역 - 자살을 기도한 여자
- 송재희 : 선황제 역 - 이혁과 이윤의 아버지
- 고세원 : 대한제국 수상 역 - 강희의 애인
- 조동혁 : 형사 역 - 태황태후 시해 사건을 추적하는 형사
- 박두식 : 홍 팀장의 아들 역 - 유라가 사주한 남자
- 손창민 : 구필모 역 - 대한제국대학부속병원 신경외과 과장, 써니의 조력자
- 김다솜 : 양달희 역 - 4급 황실 궁인
- 안내상 : 안 형사 역 - 이윤 황태제 습격 사건을 수사하는 형사
- 김수미 : 사군자(김 팀장) 역 - 청금도 노른자 땅 주인, 전직 태후전 비서팀장
- 전수경 : 은황후(미쉘 은) 역 - 30년 전 폐위된 이정 황제(이혁의 큰아버지)의 아내, 미국 주얼리 업계의 큰손

## 시청률
최저 시청률과 최고 시청률은 시청률 조사회사와 지역별로 시청률에 차이가 있을 수 있습니다.
| 2018년      | 2018년      | 2018년         | 2018년         | 2018년       |
| 회차        | 방송일      | TNmS 시청률    | AGB 시청률     | AGB 시청률   |
| 회차        | 방송일      | 대한민국(전국) | 대한민국(전국) | 서울(수도권) |
| ----------- | ----------- | -------------- | -------------- | ------------ |
| 제1회       | 11월 21일   | 7.4%           | 7.2%           | 7.7%         |
| 제2회       | 11월 21일   | 8.1%           | 7.6%           | 8.6%         |
| 제3회       | 11월 22일   | 8.0%           | 7.6%           | 8.6%         |
| 제4회       | 11월 22일   | 8.5%           | 8.5%           | 9.3%         |
| 제5회       | 11월 28일   | 5.9%           | 5.7%           | 5.8%         |
| 제6회       | 11월 28일   | 7.0%           | 7.9%           | 8.4%         |
| 제7회       | 11월 29일   | 7.2%           | 7.6%           | 8.0%         |
| 제8회       | 11월 29일   | 8.2%           | 9.3%           | 9.9%         |
| 제9회       | 12월 5일    | 6.8%           | 6.1%           | 6.8%         |
| 제10회      | 12월 5일    | 9.2%           | 9.3%           | 10.1%        |
| 제11회      | 12월 6일    | 8.3%           | 7.9%           | 8.3%         |
| 제12회      | 12월 6일    | 10.1%          | 10.5%          | 11.5%        |
| 제13회      | 12월 12일   | 6.8%           | 8.2%           | 8.6%         |
| 제14회      | 12월 12일   | 9.1%           | 11.5%          | 12.3%        |
| 제15회      | 12월 13일   | 9.6%           | 11.0%          | 12.4%        |
| 제16회      | 12월 13일   | 12.3%          | 14.0%          | 15.4%        |
| 제17회      | 12월 19일   | 8.5%           | 10.0%          | 10.8%        |
| 제18회      | 12월 19일   | 11.9%          | 13.3%          | 14.5%        |
| 제19회      | 12월 20일   | 10.9%          | 11.4%          | 12.0%        |
| 제20회      | 12월 20일   | 13.3%          | 14.6%          | 15.5%        |
| 제21회      | 12월 26일   | 11.0%          | 12.6%          | 13.7%        |
| 제22회      | 12월 26일   | 13.1%          | 16.1%          | 17.3%        |
| 제23회      | 12월 27일   | 13.7%          | 15.1%          | 16.2%        |
| 제24회      | 12월 27일   | 15.8%          | 17.9%          | 18.9%        |
| 2019년      |             |                |                |              |
| 제25회      | 1월 2일     | 11.0%          | 12.5%          | 12.4%        |
| 제26회      | 1월 2일     | 14.5%          | 15.8%          | 16.3%        |
| 제27회      | 1월 3일     | 13.7%          | 14.0%          | 14.7%        |
| 제28회      | 1월 3일     | 15.1%          | 16.0%          | 16.9%        |
| 제29회      | 1월 9일     | 10.7%          | 11.8%          | 12.7%        |
| 제30회      | 1월 9일     | 13.9%          | 14.9%          | 15.9%        |
| 제31회      | 1월 10일    | 11.7%          | 12.5%          | 13.5%        |
| 제32회      | 1월 10일    | 13.7%          | 15.3%          | 16.7%        |
| 제33회      | 1월 17일    | 11.1%          | 12.2%          | 12.9%        |
| 제34회      | 1월 17일    | 13.5%          | 15.2%          | 16.1%        |
| 제35회      | 1월 23일    | 10.5%          | 11.0%          | 11.6%        |
| 제36회      | 1월 23일    | 12.3%          | 14.0%          | 15.2%        |
| 제37회      | 1월 24일    | 9.7%           | 10.9%          | 11.0%        |
| 제38회      | 1월 24일    | 12.0%          | 13.9%          | 14.3%        |
| 제39회      | 1월 30일    | 12.3%          | 12.9%          | 13.5%        |
| 제40회      | 1월 30일    | 14.7%          | 15.0%          | 15.3%        |
| 제41회      | 1월 31일    | 13.0%          | 14.9%          | 15.5%        |
| 제42회      | 1월 31일    | 14.8%          | 16.7%          | 17.1%        |
| 제43회      | 2월 7일     | 11.1%          | 12.2%          | 12.7%        |
| 제44회      | 2월 7일     | 13.1%          | 14.5%          | 15.2%        |
| 제45회      | 2월 13일    | 11.1%          | 11.0%          | 11.1%        |
| 제46회      | 2월 13일    | 13.5%          | 13.9%          | 14.1%        |
| 제47회      | 2월 14일    | 11.9%          | 12.4%          | 12.4%        |
| 제48회      | 2월 14일    | 14.0%          | 14.6%          | 14.7%        |
| 제49회      | 2월 20일    | 11.0%          | 11.7%          | 11.7%        |
| 제50회      | 2월 20일    | 13.1%          | 13.8%          | 14.2%        |
| 제51회      | 2월 21일    | 13.2%          | 14.1%          | 13.9%        |
| 제52회      | 2월 21일    | 15.7%          | 16.5%          | 16.8%        |
| 평균 시청률 | 평균 시청률 | 11.3%          | 12.2%          | 12.9%        |

## 사운드 트랙

### Part.1
| #            | 제목                  | 작사         | 작곡         | 재생 시간 |
| ------------ | --------------------- | ------------ | ------------ | --------- |
| 1.           | 〈어땠을까〉 (장덕철) | 1601         | 1601         | 3:54      |
| 2.           | 〈어땠을까 (Inst.)〉  |              |              | 3:54      |
| 총 재생 시간 | 총 재생 시간          | 총 재생 시간 | 총 재생 시간 | 7:48      |

### Part.2
| #            | 제목                    | 작사         | 작곡         | 재생 시간 |
| ------------ | ----------------------- | ------------ | ------------ | --------- |
| 1.           | 〈끝이 아니길〉 (가호)  | 서동성       | 박성일       | 3:27      |
| 2.           | 〈끝이 아니길 (Inst.)〉 |              |              | 3:27      |
| 총 재생 시간 | 총 재생 시간            | 총 재생 시간 | 총 재생 시간 | 6:54      |

### Part.3
| #            | 제목                              | 작사         | 작곡         | 재생 시간 |
| ------------ | --------------------------------- | ------------ | ------------ | --------- |
| 1.           | 〈마음을 전하면〉 (Kei(러블리즈)) | D`DAY        | DZ, 박성일   | 4:14      |
| 2.           | 〈마음을 전하면 (Inst.)〉         |              |              | 4:14      |
| 총 재생 시간 | 총 재생 시간                      | 총 재생 시간 | 총 재생 시간 | 8:23      |

### Part.4
| #            | 제목                     | 작사                                                         | 작곡                                                         | 재생 시간 |
| ------------ | ------------------------ | ------------------------------------------------------------ | ------------------------------------------------------------ | --------- |
| 1.           | 〈낮은 목소리〉 (박지민) | Sebastian Anton Atas, Victor Carl Sjostrom, 빨간머리앤, SING | Sebastian Anton Atas, Victor Carl Sjostrom, 빨간머리앤, SING | 3:22      |
| 2.           | 〈낮은 목소리 (Inst.)〉  |                                                              |                                                              | 3:22      |
| 총 재생 시간 | 총 재생 시간             | 총 재생 시간                                                 | 총 재생 시간                                                 | 6:44      |

### Part.5
| #            | 제목                   | 작사           | 작곡           | 재생 시간 |
| ------------ | ---------------------- | -------------- | -------------- | --------- |
| 1.           | 〈단 하루만〉 (서지안) | 서재하, 김영성 | 서재하, 김영성 | 3:50      |
| 2.           | 〈단 하루만 (Inst.)〉  |                |                | 3:50      |
| 총 재생 시간 | 총 재생 시간           | 총 재생 시간   | 총 재생 시간   | 7:40      |

### Part.6
| #            | 제목                    | 작사         | 작곡         | 재생 시간 |
| ------------ | ----------------------- | ------------ | ------------ | --------- |
| 1.           | 〈Open Ending〉 (기련)  | OneTop(원탑) | OneTop(원탑) | 3:23      |
| 2.           | 〈Open Ending (Inst.)〉 |              |              | 3:23      |
| 총 재생 시간 | 총 재생 시간            | 총 재생 시간 | 총 재생 시간 | 6:46      |

### 황후의 품격 OST All Track
명랑발랄 뮤지컬 배우가 신데렐라가 되어 황제에게 시집을 온 후, 궁의 절대 권력에 맞서 싸우며 진정한 사랑과 행복을 찾는 스토리를 다룬 황후의 품격의 OST All Track 음반에는 드라마에 실렸던 노래부터 BGM까지 모두 수록되어 극의 몰입을 높여주었던 곡들을 2019년 2월 21일 한자리에서 들어볼 수 있게 되었다.

#### Disc.1
| #   | 제목                              | 작사                                                         | 작곡                                                         | 재생 시간 |
| --- | --------------------------------- | ------------------------------------------------------------ | ------------------------------------------------------------ | --------- |
| 1.  | 〈어땠을까〉 (장덕철)             | 김호경                                                       | 1601                                                         | 3:54      |
| 2.  | 〈끝이 아니길〉 (가호)            | 서동성                                                       | 박성일                                                       | 3:27      |
| 3.  | 〈마음을 전하면〉 (Kei(러블리즈)) | D'DAY                                                        | 케이지(KZ), 정수민                                           | 4:14      |
| 4.  | 〈낮은 목소리〉 (박지민)          | Sebastian Anton Atas, Victor Carl Sjostrom, 빨간머리앤, SING | Sebastian Anton Atas, Victor Carl Sjostrom, 빨간머리앤, SING | 3:22      |
| 5.  | 〈단 하루만〉 (서지안)            | 서재하                                                       | 서재하, 김영성                                               | 3:50      |
| 6.  | 〈Open Ending〉 (기련)            | OneTop(원탑)                                                 | OneTop(원탑)                                                 | 3:23      |
| 7.  | 〈황후의 품격〉 (정세린)          |                                                              | 정세린                                                       | 2:24      |
| 8.  | 〈조작된 황실〉 (김준석)          |                                                              | 김준석                                                       | 2:28      |
| 9.  | 〈진실의 서막〉 (정세린)          |                                                              | 정세린                                                       | 2:43      |
| 10. | 〈탄로 난 정체〉 (구본춘)         |                                                              | 구본춘                                                       | 2:43      |
| 11. | 〈황제는 죄가 없다〉 (김현도)     |                                                              | 김현도                                                       | 2:05      |
| 12. | 〈민유라〉 (이윤지)               |                                                              | 이윤지                                                       | 1:50      |
| 13. | 〈밝혀져야 할 그 사건〉 (이루리)  |                                                              | 이루리                                                       | 2:47      |
| 14. | 〈태후의 모략〉 (박혜민)          |                                                              | 박혜민                                                       | 1:39      |
| 15. | 〈황실의 그림자〉 (손성락)        |                                                              | 손성락                                                       | 2:15      |
| 16. | 〈맞춰지는 퍼즐〉 (강미미)        |                                                              | 강미미                                                       | 2:16      |
| 17. | 〈황실의 정체〉 (강미미)          |                                                              | 강미미                                                       | 1:51      |
| 18. | 〈일촉즉발의 위기〉 (김준석)      |                                                              | 김준석                                                       | 2:43      |
| 19. | 〈추악한 진실〉 (김현주)          |                                                              | 김현주                                                       | 2:39      |
| 20. | 〈숨기고 싶은 과거〉 (유소현)     |                                                              | 유소현                                                       | 2:00      |
| 21. | 〈단 하나뿐인 내 편〉 (이윤지)    |                                                              | 이윤지                                                       | 3:33      |
| 22. | 〈눈물의 다짐〉 (이루리)          |                                                              | 이루리                                                       | 2:54      |

#### Disc.2
| #   | 제목                                  | 작곡   | 재생 시간 |
| --- | ------------------------------------- | ------ | --------- |
| 1.  | 〈커져가는 불신〉 (이윤지)            | 이윤지 | 2:11      |
| 2.  | 〈뒤틀린 자아〉 (유소현)              | 유소현 | 2:15      |
| 3.  | 〈결정적인 흠〉 (김현주)              | 김현주 | 2:21      |
| 4.  | 〈오! 써니데이〉 (강미미)             | 강미미 | 1:35      |
| 5.  | 〈굿모닝 황후〉 (김현주)              | 김현주 | 2:15      |
| 6.  | 〈황당 로맨스〉 (손성락)              | 손성락 | 2:06      |
| 7.  | 〈뜻밖의 호흡〉 (김현도)              | 김현도 | 2:20      |
| 8.  | 〈체통을 지키세요!〉 (박혜민)         | 박혜민 | 1:20      |
| 9.  | 〈혼란스러운 진심〉 (이루리)          | 이루리 | 1:49      |
| 10. | 〈죽은 줄 알았던 사람〉 (구본춘)      | 구본춘 | 1:50      |
| 11. | 〈사건의 개요〉 (손성락)              | 손성락 | 1:41      |
| 12. | 〈완벽한 함정〉 (이루리)              | 이루리 | 1:53      |
| 13. | 〈무너지는 황실〉 (강미미)            | 강미미 | 2:31      |
| 14. | 〈아리공주의 하루〉 (이윤지)          | 이윤지 | 2:10      |
| 15. | 〈나 홀로 꽁냥〉 (김현주)             | 김현주 | 1:51      |
| 16. | 〈설레는 마음〉 (이루리)              | 이루리 | 2:00      |
| 17. | 〈고맙다 오써니…〉 (이윤지)           | 이윤지 | 3:11      |
| 18. | 〈권력의 그늘〉 (이루리)              | 이루리 | 2:16      |
| 19. | 〈야망을 품은 여인, 서강희〉 (유소현) | 유소현 | 2:38      |
| 20. | 〈다 태후 짓이야〉 (이윤지)           | 이윤지 | 2:22      |
| 21. | 〈복수의 방아쇠〉 (손성락)            | 손성락 | 2:46      |
| 22. | 〈분노와 증오〉 (김현도)              | 김현도 | 3:46      |
| 23. | 〈물고 뜯기는 싸움〉 (김현도)         | 김현도 | 2:45      |

## 수상 경력
- 2018년 SBS 연기대상 수목 드라마 부문
  - 여자 최우수상 : 장나라
  - 남자 최우수상 : 최진혁, 신성록

## 결방 사유 및 연장
- 2019년 1월 16일 : 〈황후의 품격 몰아보기〉 편성으로 인한 결방
- 2019년 2월 6일 : 설 특선영화 《너의 결혼식》 편성으로 인한 결방
- 2019년 2월 11일 : 황후의 품격 방영 분량이 48부작에서 4회 연장되어 52부작으로 변경 및 확정되었다.[3]

## 참고 사항
- 조현병 비하, 수위를 넘어선 애정행각, 생매장 등의 장면을 내보내어 방송통신위원회로부터 법정제재인 '주의' 조치를 받았다.[4]
- 희망연대노조, 한빛미디어노동인권센터 등 공동고발인단은 지난해 12월 서울 중구 서울지방고용노동청 앞에서 SBS와 '황후의품격' 제작사 SM라이프디자인그룹을 고발하는 기자회견을 갖고 고발장을 접수했다.[5]
- 최진혁은 팬미팅 일정으로 인해 1주분 연장에 합의하지 않아 48회를 끝으로 해당 드라마에서 하차하였다.[5]
- 신은경은 잇따른 논란 후 해당 드라마로 연기 활동을 재개하였는데, 개인회생 신청으로 회생 절차가 개시되어 출연료(회당 800만 원 선) 가운데 기준 중위소득의 60%(1인 가구 1백만원 상당)를 제외한 모든 수입을 채무 변제에 사용하였다.[6]
- 법정제재를 받았음에도 불구하고 2월 20일 임산부 성폭행 장면을 내보내어 비난을 받았다. 방송 이후 시청자들은 드라마 시청자 게시판, SNS 및 청와대 국민청원 게시판을 통해 15세 이상 시청자 관람가임에도 불구하고 이런 장면을 내보낸 것에 대한 비난을 쏟아냈다.[7]

## 동일 소재 드라마
- 궁 : 2006년 상반기에 MBC 문화방송에서 방영된 수목미니시리즈

## 동시간대 드라마
- KBS 2TV 수목 미니시리즈

《죽어도 좋아》 (2018년 11월 7일 ~ 2018년 12월 27일)
《왜그래 풍상씨》 (2019년 1월 9일 ~ 2019년 3월 14일)
- MBC 수목 미니시리즈

《붉은달 푸른해》 (2018년 11월 21일 ~ 2019년 1월 16일)
《봄이 오나 봄》 (2019년 1월 23일 ~ 2019년 3월 21일)

## 같이 보기
- 2018년 대한민국의 텔레비전 드라마 목록
- 대한민국의 텔레비전 드라마 목록